# Al-Ibschihi
al-Ibschihi (arabisch الأبشيهي, DMG al-Abšīhī; geboren 1388; gestorben 1446), auch al-Abschihi, war ein ägyptischer Schriftsteller, der in einer kleinen Stadt im heutigen Gouvernement al-Gharbiyya im Nildelta geboren wurde. Er führte ein unauffälliges Leben und verbrachte den Großteil davon in oder bei al-Maḥalla, von wo aus er oft Kairo besuchte, wo er islamisches Recht und arabische Literatur studierte. Er ist Verfasser eines berühmten Werkes der adab-Gattung, der Enzyklopädie Kitāb al-Mustaṭraf.

## Kitāb al-Mustaṭraf
Das genannte Werk – mit vollem Titel al-Mustaṭraf fī kull fann mustaẓraf (Die meistgeschätzten Kostbarkeiten aus jeder als elegant geltenden Kunst) – ist eine reichhaltige und beliebte Sammlung von kurzen, teils halbhistorischen Geschichten und Erzählungen. Es wurde von Gustave Rat, einem Mitglied der Société asiatique, ins Französische übersetzt (Al-Mostatraf. Recueil de morceaux choisis çà et là dans Toutes les Branches de Connaissances réputées attrayantes, par l'Imâm, l'Unique, le Savant, le très Érudit, le Disert, le Perspicace, le Śaïk Śihâb-ad-Dîn Âḥmad Al-Âbśîhî, que Dieu le couvre de sa Miséricorde et lui accorde des marques de sa satisfaction ! Amen ! Ouvrage Philologique, Anecdotique, Littéraire, et Philosophique).

### Bedeutung für '1001 Nacht'
Von den Erzählungen darin finden sich nach Victor Chauvin einige ebenso in den Geschichten aus Tausendundeine Nacht wieder. Damit bildet es der Arabian Nights Encyclopedia (ANE) zufolge eine wichtigste Einzelquelle, die in den verschiedenen Übertragungen von Tausendundeiner Nacht enthalten sind, darunter in der Kalkutta-II-Ausgabe, der Breslauer Ausgabe und der Reinhardt-Handschrift.

### Liste der auch in '1001 Nacht' erwähnten Geschichten
Aufzählung gemäß der Arabian Nights Encyclopedia (ANE):
- Ma‘n ibn Zâ’ida and the Badawî (ANE 66)
- The Lover Who Feigned Himself a Thief (ANE 76)
- Al-Mutawakkil und seine Sklavin Mahbuba (ANE 100)
- Masrûr the Eunuch and Ibn al-Qâribî (ANE 133)
- The King and the Virtuous Wife (ANE 138)
- The Mad Lover (ANE 146)
- The Pious Black Slave (ANE 165)
- The Devotee to Whom Allah Gave a Cloud for Service (ANE 169; siehe unter Der Wolkenmann und der König)
- The Ferryman of the Nile and the Hermit (ANE 173)
- Hind bint al-Nu‘mân and al-Hajjâj (ANE 212)
- The Lovers of the Banû ‘Udhra [2] (ANE 218)
- ‘Umar ibn ‘Abd al-‘Azîz and the Poets (ANE 265)
- Ja‘far ibn Yahyâ and ‘Abd al-Malik ibn Sâlih the Abbaside (ANE 280)
- Al-Nu‘mân and the Arab of the Banû Tayy (ANE 284)
- Fîrûz and His Wife (ANE 285).

Darüber hinaus enthält die Weil-Übersetzung die Geschichte von Sultan Mahmud und seinem Wesir (ANE 437: The Story of Sultan Mahmûd and His Vizier), und die Reinhardt-Handschrift zitiert die Geschichten von ‘Abbâs (ANE 537) und Ma‘n Obtains Pardon for a Rebel (ANE 539).

## Werke und Übersetzungen
- al-Mustaṭraf fī kull fann mustaẓraf. 2 Bände. Beyrouth: Dār Maktabat al-Ḥayāh, 1992 

  - (frz. Übersetzung) Al-Mostatraf. Recueil de morceaux choisis çà et là dans Toutes les Branches de Connaissances réputées attrayantes, par l'Imâm, l'Unique, le Savant, le très Érudit, le Disert, le Perspicace, le Śaïk Śihâb-ad-Dîn Âḥmad Al-Âbśîhî, que Dieu le couvre de sa Miséricorde et lui accorde des marques de sa satisfaction ! Amen ! Ouvrage Philologique, Anecdotique, Littéraire, et Philosophique, traduit pour la première fois par G. Rat, Membre de la Société Asiatique. Ernest Leroux/Th. Isnard & B. Brun-Paul Tissot, Paris/Toulon 1899–1902, 2 Bände (Digitalisat I, II)
- Les Poètes amoureux, traduction par René R. Khawam, L'Esprit des péninsules, 1999
- Démons et merveilles. Classiques arabes VII (Übers. G. Rat)